# TOAI
株式会社TOAI（トーアイ）は、西日本を中心にカラオケ店チェーンなどのアミューズメント施設などを経営する企業である。飲食事業、フィットネス事業、買い物代行・飲食デリバリー事業、温浴事業（スーパー銭湯）、トランクルーム事業、オンラインカラオケ事業、各種投資事業等も国内外で展開する。
カラオケ事業は全国に180店舗以上を展開（関西・東海・甲信越、北陸・中四国・九州・北海道）。「飲み放題＆歌い放題」のサービスモデルを構築しチェーン展開。自社開発アプリで予約・入室・精算できる『すぐカラ』を導入している。直近ではカラオケ事業以外の新規事業にも注力しており、店舗ビジネスとデジタル・アプリサービスを融合した事業展開を推進している。

## 概要
本社は京都府京都市中京区三条通烏丸西入御倉町85-1 烏丸ビル5F。2020年3月に東愛産業（とうあいさんぎょう）から現社名へ変更された。
主な事業として、カラオケボックスの「ジャンボカラオケ広場」（以下「ジャンカラ」と表記）を展開している。2019年10月にはアプリ予約でフロントを介さずに部屋へ直行できるサービス『すぐカラ』をリリース。2022年1月には、クレジットカード決済機能を全店舗に導入した。2020年4月には、新型コロナウイルス感染症対策による緊急事態宣言下に伴い「今はガマン」の垂れ幕を掲げ、店舗休業を実施した。
「ジャンカラ」メインユーザーである若年層や女性の目線に立ったサービスの企画や改善を推し進めており、優れた行動力や豊かな発想力を有する人材の抜擢を積極的かつ大胆に起用している人材戦略で、本部・店舗ともに全管理職の5割以上は女性又は30代までの若手社員を抜擢している。
湯快リゾートは東愛産業が出資した関連会社として創業したが、2019年5月31日に湯快リゾートの全株式が日本企業成長投資に売却され、傘下から離脱している（なお、日帰り温泉施設の「湯快のゆ」はTOAI傘下に残されている）。かつてはレンタルビデオの「ジャンボシアター」も営業していた。

## 価値観
グループビジョンとして、世界中のお客様に素晴らしいエクスペリエンス（感動的な顧客体験）を提供することを掲げている。

## スポンサー契約

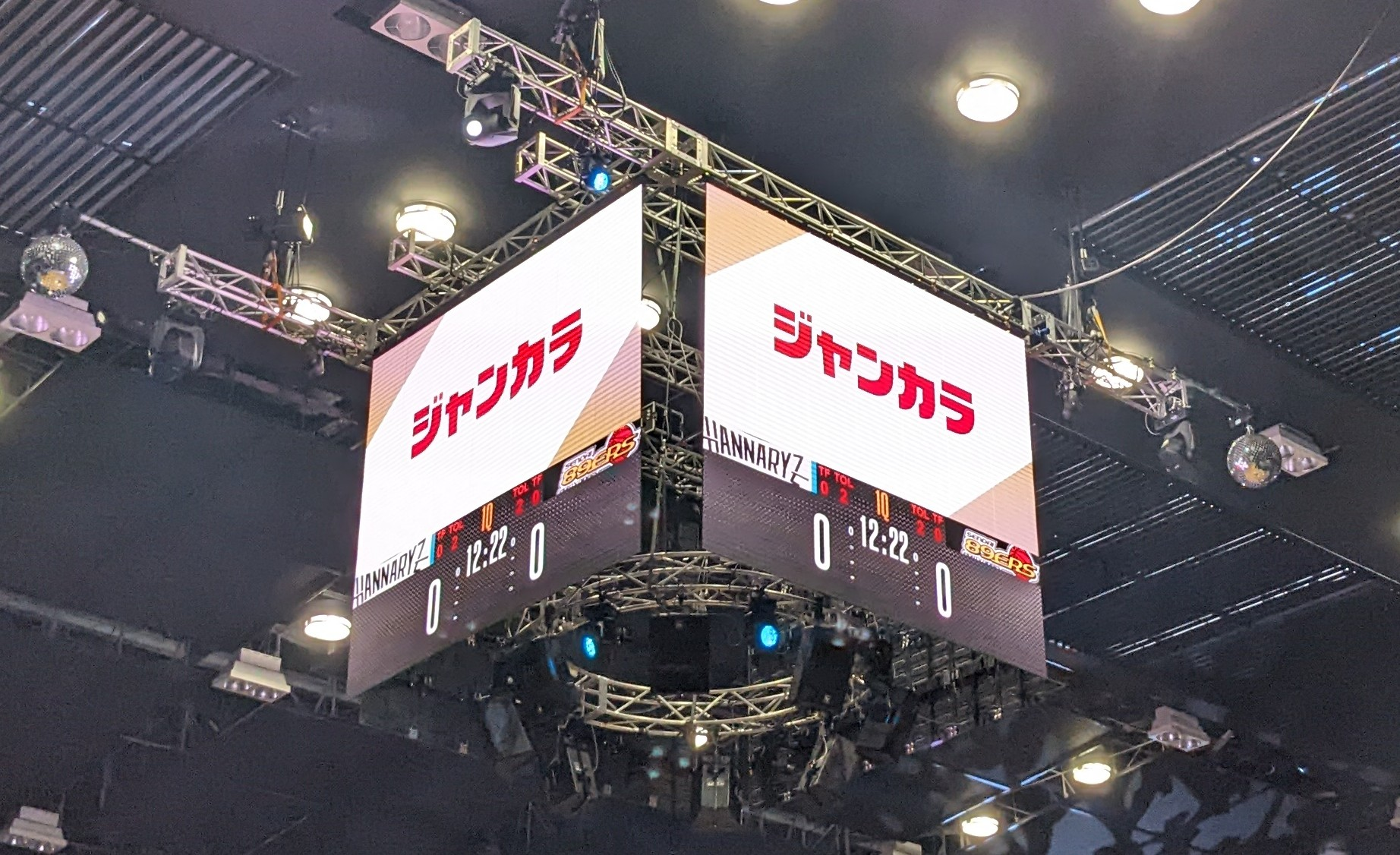
プラチナパートナー ジャンカラ

京都ハンナリーズ（B.LEAGUE：日本プロバスケットボールリーグ・B1）の2022－23シーズンプラチナパートナー契約を締結していた。